# Ctenomys magellanicus
Ctenomys magellanicus là một loài động vật có vú trong họ Ctenomyidae, bộ Gặm nhấm. Loài này được Bennett mô tả năm 1835.